# Roger de Beaumont
Roger de Beaumont, llamado el Barbudo (c. 1015 – 29 de noviembre de 1094), fue un noble normando. Señor de Beaumont-le-Roger en Normandía. Hijo de Onfroi de Vieilles, señor de Harcourt, y de Aubrée (Albereda), sobrina de Gunnora de Crepon (segunda esposa de Ricardo I de Normandía).

## Biografía
A la muerte de su padre heredó sus dominios y se instaló en la ciudad de Beaumont, que tiempos después pasaría a llamarse Beaumont-le-Roger.
Con Guillermo FitzOsbern y Roger de Montgomery fue parte de la nueva generación de barones normandos en que se apoyaría el gobierno del futuro Guillermo el Conquistador después de su infancia. El escritor británico Planché afirma que «era el señor más rico, noble y valiente de Normandía y el amigo más fiel de la familia ducal». Hacia 1040, en medio de la anarquía que entonces reinaba en su país, entró en conflicto con Roger de Tosny –uno de los barones que no reconocían el derecho de Guillermo por ser hijo bastardo-, y le dio muerte en el campo de batalla. Gracias a la posesión de Beaumont-le-Roger, el joven duque halló en Roger un aliado valioso en el pays d'Ouche.
Wace, cronista del siglo XII, afirma que «en vísperas de la conquista de Inglaterra, Roger fue convocado al gran concejo de Lillebonne» –la reunión de notables en que Guillermo consiguió, tras arduas discusiones, cabildeos y promesas, un voto unánime a favor de su proyecto, la invasión de Inglaterra- a causa de su sabiduría, pero, habida cuenta de su edad avanzada, él no podía participar de la expedición de 1066. En cambio, suministró sesenta naves equipadas para el transporte de tropas a través del canal de La Mancha, y fue designado especialmente para integrarse al gobierno de Matilde de Flandes.
Fundó, alrededor de 1050, la abadía de monjas de Saint-Léger de Préaux. En 1070, echó las bases de la Trinité de Beaumont-le-Roger. Desde 1071 hasta la muerte del Conquistador (1087), recibió la custodia de Morcar, ex conde de Northumberland.

## Herencia
En 1045/1050 se casó con Adelina de Meulan († 8 de abril de 1081), condesa de Meulan desde 1077, una hija de Waleran III de Meulan, con quien tuvo varios hijos:
- Roberto I de Beaumont († 1118), conde de Meulan (1081) y de Leicester (1090). Uno de los «compañeros del Conquistador» en la batalla de Hastings;
- Enrique de Beaumont († 1119), conde de Warwick.
- Alberée o (Aubrée) de Beaumont († 1112), abadesa de Eton.